# Soufli
Soufli (Grieks: Σουφλί) is een fusiegemeente (dimos) in de Griekse bestuurlijke regio (periferia) Oost-Macedonië en Thracië.
De drie deelgemeenten (dimotiki enotita) van de fusiegemeente zijn:
- Orfeas (Ορφέας)
- Soufli (Σουφλί)
- Tychero (Τυχερό)